# ゴーガ
株式会社ゴーガ（英: GOGA, Inc.）は、東京都渋谷区に本社を置き、位置情報を活用したシステム開発やサービス提供をしている日本の企業である。
電算システムホールディングスの完全子会社。

## 概要
Google Maps パートナーとして、Google Maps Platformの販売や店舗検索システムGOGA Store Locatorや動態管理システムugomeki、GOGA GISなどのサービス提供、位置情報ビッグデータを販売している。また、営業支援、エリアマーケティング、災害対策などのシステムの受託開発も行っている。
2016年にシステムインテグレーターの電算システムが子会社化し、2018年には完全子会社となった。2021年、電算システムホールディングスの完全子会社となった。